# Žitorađe
Žitorađe (en serbe cyrillique : Житорађе) est une localité de Serbie située dans la municipalité de Vladičin Han, district de Pčinja. Au recensement de 2011, elle comptait 1 436 habitants.
Žitorađe, officiellement classé parmi les villages de Serbie, est également connu sous le nom de Žitorađa, à ne pas confondre avec la ville de Žitorađa située dans le district de Toplica.

## Démographie

### Évolution historique de la population
| 1948 | 1953 | 1961 | 1971 | 1981 | 1991  | 2002  | 2011  |
| ---- | ---- | ---- | ---- | ---- | ----- | ----- | ----- |
| 602  | 684  | 681  | 727  | 970  | 1 294 | 1 339 | 1 436 |

|  |